# Eva Serning

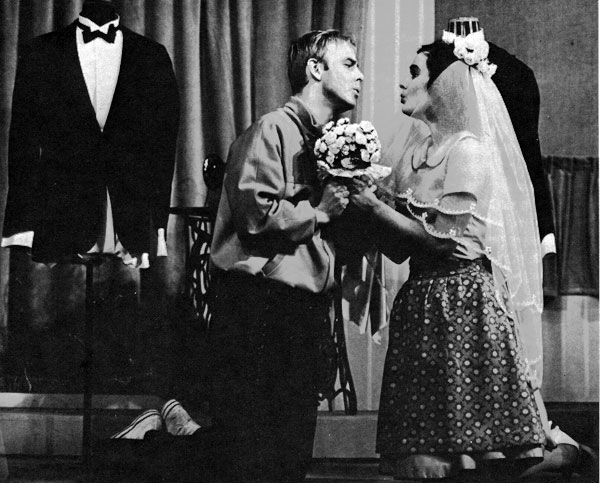
Arne Strömgren som Tony och Eva Serning som Maria i West Side Story på Oscarsteatern 1965.

Eva Serning, född 1943 i Jukkasjärvi, Lappland, är en svensk operett- och konsertsångerska (sopran).

## Biografi
Serning debuterade som Maria i West Side Story på Oscarsteatern 1965. Hon hade engagemang på Drottningholms slottsteater 1969–1972, på Volksoper i Wien 1974–1976. Hon har även arbetat i krogshower och folklustspel bl.a. i rollen som Brus-Britta i Skinnarspelet i Malung. Hon turnerar flitigt med egna konsertprogram. Eva Serning arbetar också som sångpedagog och rosenterapeut.

## Teater

### Roller (ej komplett)
| År   | Roll       | Produktion                                                              | Regi           | Teater        |
| ---- | ---------- | ----------------------------------------------------------------------- | -------------- | ------------- |
| 1965 | Maria      | West Side Story Leonard Bernstein, Stephen Sondheim och Arthur Laurents | Rikki Septimus | Oscarsteatern |
| 1986 | Fru Dindon | La cage aux folles Jerry Herman och Harvey Fierstein                    | Mary Bettini   | Oscarsteatern |